# Urgencias existenciales
Urgencias existenciales (en hangul, 닥터슬럼프; romanización revisada, Dakteoseulleompeu; literalmente, «Doctor Depresión») es una serie de televisión surcoreana dirigida por Oh Hyun-jong y protagonizada por Park Shin-hye, Park Hyung-sik, Yoon Park y Gong Sung-ha. Se emitió por el canal  jTBC desde el 27 de enero hasta el 17 de marzo de 2024, en horario de sábados y  domingos a las 22:30 (hora local coreana). En Corea del Sur está también disponible en la plataforma TVING, y en algunos países también en Netflix.

## Sinopsis
Yeo Jung-woo es un conocido cirujano plástico que pasa por la peor crisis de su vida debido a un misterioso accidente médico;  Nam Ha-neul es una anestesióloga que sufre síndrome de agotamiento tras haber sufrido el acoso de un profesor de la facultad de medicina. Ambos tenían perspectivas prometedoras, pero caen en una depresión, dejan sus trabajos y acaban siendo vecinos cuando él alquila una habitación situada en la azotea de la casa de ella.

## Reparto

### Principal
- Park Shin-hye como Nam Ha-neul, una médica anestesióloga que escapa del hospital después de haber sufrido el acoso laboral de un profesor de medicina.[4][5]
- Park Hyung-sik como Yeo Jung-woo, un cirujano plástico que gozaba de mucho prestigio hasta que sufrió un accidente médico a resultas del cual murió la paciente.[4][6]
- Yoon Park como Bin Dae-young, un cirujano plástico que tiene un sentimiento de rivalidad con Jung-woo, un popular compañero de clase de la universidad, pero lo entiende mejor que nadie.[7][8]
- Gong Sung-ha como Lee Hong-ran, anestesióloga obstetra y ginecóloga y la mejor amiga de Ha-neul.[7][9]
- Oh Dong-min como Min Kyung-min, amigo de Jung-woo y sénior de Ha-neul; es el profesor más joven en el departamento de anestesiología.[10]

### Secundario

#### Familia de Ha-neul
- Jang Hye-jin como Gong Wol-sun, la madre de Ha-neul.[11]
- Hyun Bong-shik como Gong Tae-sun, tío materno de Ha-neul.[12]
- Yoon Sang-hyun como Nam Ba-da, el hermano menor de Ha-neul.[12]

#### Escuela de Youngwon
- Park Won-ho como Kim Moo-geun, amigo de Jung-woo desde la escuela secundaria.[12]
- Kang Sang-joon como Son Chan-young, amigo de Jung-woo desde la escuela secundaria.[12]
- Jung Ji-soon como Han Sang-cheol, profesor de Jung-woo y Ha-neul durante su tercer curso de escuela secundaria.[12]
- Kim Jung-hwan como Woo Sun-saeng, compañero de clase de Ha-neul.[13]

#### Otros
- Song Ji-woo como Do Hye-ji, enfermera que trabaja con Bin Dae-young.[14]
- Kim Jae-beom como Kang Jin-seok, un anestesiólogo que opera junto con Jung-woo.[14]
- Oh Ryoong como Kim Sang-keun, superior de Ha-neul y profesor de anestesiología que abusa de su poder.[15]

### Apariciones especiales
- Park Won-sang como Nam Man-seok, padre de Ha-neul (ep. 1 y 3).
- Lee Seung-joon como un psiquíatra (ep. 1-2).[16]
- Jang In-seop como amigo de Jung-woo y Dae-young (ep. 1).
- Cha Yong-hak como un fiscal (ep. 1).
- Jeon Yi-soo (ep. 1).
- Kim Il-joong (ep. 1 y 3).
- Kim Ha-eun (ep. 1 y 3).
- Lee Sung-kyung como Han Woo-ri, excompañera de clase de Jung-woo y de Ha-neul, la tercera mejor estudiante de la escuela después de ellos, que ahora despierta los celos de Ha-neul (ep. 6).[17]

## Producción
Park Hyung-sik y Park Shin-hye vuelven a encontrarse diez años después de The Heirs. Es el primer trabajo de la actriz tras su boda y maternidad. El director Oh Hyun-jong lo fue también de un éxito de audiencia como El hada de levantamiento de pesas (2016), en tanto que la guionista Baek Sun-woo firmó asimismo ¿Qué le ocurre a la secretaria Kim? (2018), otra producción de gran éxito.
El 4 de marzo de 2023 se realizó la lectura del guion, de la que se publicaron imágenes el 5 de diciembre. El 14 de marzo se anunció el reparto, y el rodaje comenzó inmediatamente después. El 19 se lanzó el primer cartel de la serie, caracterizados como estudiantes de secundaria. El cartel principal se publicó el 26 de diciembre.
Se lanzaron varios avances de la serie. El primero salió el 22 de diciembre de 2023, el segundo el 29, y el tercero el 2 de enero de 2024.

## Banda sonora original
| Parte | Fecha de publicación                                                                | Título                                                                              | Letra                                                                               | Música                                                                              | Artista                                                                             | Dur.                                                                                | Ref.                                                                                |
| ----- | ----------------------------------------------------------------------------------- | ----------------------------------------------------------------------------------- | ----------------------------------------------------------------------------------- | ----------------------------------------------------------------------------------- | ----------------------------------------------------------------------------------- | ----------------------------------------------------------------------------------- | ----------------------------------------------------------------------------------- |
| 1     | 27 de enero de 2024                                                                 | 기억속에 너와 [«En mi memoria»]                                                     | Lee Ki-hwan, Eunrim                                                                 | Lee Ki-hwan, Eunrim                                                                 | Seulgi                                                                              | 3:25                                                                                | [ 25 ]                                                                              |
| 2     | 3 de febrero de 2024                                                                | 혼자가 아니야 [«No solo»]                                                           | Taibian                                                                             | Taibian, Kim Jung-woo (Toxic), Director Ahn                                         | Hynn (Park Hye-won)                                                                 | 4:12                                                                                | [ 26 ]                                                                              |
| 3     | 10 de febrero de 2024                                                               | 나 사랑법 [«Amarme a mí mismo»]                                                     | Lee Chi-hoon                                                                        | Park Sung-il                                                                        | Chen (EXO)                                                                          | 3:29                                                                                | [ 27 ]                                                                              |
| 4     | 24 de febrero de 2024                                                               | 사실 너를 [«En realidad te amo»]                                                    | In Woo                                                                              | In Woo                                                                              | Junggigo                                                                            | 3:45                                                                                | [ 28 ]                                                                              |
| 5     | 2 de marzo de 2024                                                                  | 사랑한다는 말은 [«Las palabras te amo»]                                             | Park Purple                                                                         | Park Purple, In Woo                                                                 | Dayoung (WJSN) y Eden                                                               | 3:11                                                                                | [ 29 ]                                                                              |
| 6     | 10 de marzo de 2024                                                                 | 내게 기대 [«Apóyate en mí»]                                                         | Shim Gyu-tae, Kim Jae-won, Jay Lee                                                  | Jay Lee, Shim Gyu-tae, Kim Jae-won                                                  | Park Hyung-sik                                                                      | 3:26                                                                                | [ 30 ]                                                                              |
| Notas | Las canciones de la banda sonora tienen una versión instrumental de igual duración. | Las canciones de la banda sonora tienen una versión instrumental de igual duración. | Las canciones de la banda sonora tienen una versión instrumental de igual duración. | Las canciones de la banda sonora tienen una versión instrumental de igual duración. | Las canciones de la banda sonora tienen una versión instrumental de igual duración. | Las canciones de la banda sonora tienen una versión instrumental de igual duración. | Las canciones de la banda sonora tienen una versión instrumental de igual duración. |

## Audiencia
El comienzo de la serie fue bien recibido por los espectadores y alcanzó un notable 5,1 % de audiencia nacional en su primer fin de semana. En cuanto a su acogida internacional, ocupó el noveno lugar entre los programas de habla no inglesa en la plataforma Netflix durante la primera semana de emisión, con 1,4 millones de visitas y 1,9 millones de horas de visualización. En la segunda semana subió a la primera posición mundial y se ubicó entre las diez primeras en 31 países. En su séptima semana seguía en quinta posición, con 2,2 millones de visitas y veinticuatro millones de horas de visualización.

Sin embargo, tras tocar un máximo del 8 % en el episodio 10, la audiencia fue decreciendo hasta cerrar con el 6,4 %. Esta cifra se ha interpretado como una muestra del escaso atractivo que ejerce sobre la audiencia el actor Park Hyung-sik, cuyos últimos trabajos tampoco habían obtenido resultados positivos.
| Temporada | Temporada | Episodio número | Episodio número | Episodio número | Episodio número | Episodio número | Episodio número | Episodio número | Episodio número | Episodio número | Episodio número | Episodio número | Episodio número | Episodio número | Episodio número | Episodio número | Episodio número | Promedio |
| Temporada | Temporada | 1               | 2               | 3               | 4               | 5               | 6               | 7               | 8               | 9               | 10              | 11              | 12              | 13              | 14              | 15              | 16              | Promedio |
| --------- | --------- | --------------- | --------------- | --------------- | --------------- | --------------- | --------------- | --------------- | --------------- | --------------- | --------------- | --------------- | --------------- | --------------- | --------------- | --------------- | --------------- | -------- |
|           | 1         | 0.938           | 1.261           | 1.229           | 1.265           | 0.955           | 0.988           | 1.316           | 1.549           | 1.383           | 1.984           | 1.402           | 1.631           | 1.332           | 1.517           | 1.196           | 1.535           | 1.343    |

| Episodio | Fecha de emisión      | Índices de audiencia (Nielsen Korea) | Índices de audiencia (Nielsen Korea) |
| Episodio | Fecha de emisión      | Nacional                             | Seúl                                 |
| --- | --------------------- | ------------------------------------ | ------------------------------------ |
| 1 | 27 de enero de 2024   | 4,060 % (3.ª)                        | 4,769 % (1.ª)                        |
| 2 | 28 de enero de 2024   | 5,137 % (1.ª)                        | 5,867 % (1.ª)                        |
| 3 | 3 de febrero de 2024  | 5,075 % (1.ª)                        | 5,679 % (1.ª)                        |
| 4 | 4 de febrero de 2024  | 6,738 % (1.ª)                        | 7,468 % (1.ª)                        |
| 5 | 10 de febrero de 2024 | 3,735 % (1.ª)                        | 4,042 % (1.ª)                        |
| 6 | 11 de febrero de 2024 | 3,869 % (1.ª)                        | 3,964 % (1.ª)                        |
| 7 | 17 de febrero de 2024 | 5,699 % (1.ª)                        | 6,916 % (1.ª)                        |
| 8 | 18 de febrero de 2024 | 6,231 % (1.ª)                        | 6,823 % (1.ª)                        |
| 9 | 24 de febrero de 2024 | 5,824 % (1.ª)                        | 6,808 % (1.ª)                        |
| 10 | 25 de febrero de 2024 | 8,173 % (1.ª)                        | 9,773 % (1.ª)                        |
| 11 | 2 de marzo de 2024    | 5,704 % (1.ª)                        | 6,444 % (1.ª)                        |
| 12 | 3 de marzo de 2024    | 6,598 % (1.ª)                        | 7,658 % (1.ª)                        |
| 13 | 9 de marzo de 2024    | 5,272 % (1.ª)                        | 6,228 % (1.ª)                        |
| 14 | 10 de marzo de 2024   | 6,325 % (1.ª)                        | 7,190 % (1.ª)                        |
| 15 | 16 de marzo de 2024   | 4,951 % (1.ª)                        | 5,937 % (1.ª)                        |
| 16 | 17 de marzo de 2024   | 6,463 % (1.ª)                        | 7,431 % (1.ª)                        |
| Promedio | Promedio              | 5,616 %                              | 6,437 %                              |
| - En la tabla superior, los números azules representan las calificaciones más bajas y los números rojos representan las más altas. - Esta serie se transmite en un canal de cable/televisión de pago, que normalmente tiene una audiencia menor respecto a las emisoras de televisión públicas/gratuitas (KBS, SBS, MBC y EBS). |                       |                                      |                                      |

## Crítica
Woo Da-bin (Hankook Ilbo) comenta a propósito del decepcionante dato de audiencia obtenido por la serie que la repetición de clichés no la han ayudado: «los personajes no son lo suficientemente nuevos ni frescos como para ver claramente el próximo desarrollo. No se trata de una simple trama en la que Nam Ha-neul y Yeo Jeong-woo superan la adversidad y regresan a sus lugares originales. Para que los espectadores apoyen a los dos jóvenes, se deben resaltar las atractivas apariencias de los personajes, pero los aspectos algo frustrantes de los dos personajes dificultan la inmersión. Además, el mensaje que la obra intenta transmitir es muy transparente. La conclusión es que las "enfermedades mentales" como la depresión, el agotamiento y las depresiones son temporales y pueden superarse con la propia determinación y el interés de quienes les rodean. Hasta el principio y la mitad de la transmisión, hubo una diversión parecida a un thriller debido a la presencia del criminal que amenazaba a Yeo Jeong-woo, pero no duró mucho». Menciona además que la serie representa una encrucijada importante para los dos protagonistas. Park Shin-hye vuelve con ella a la televisión tras su maternidad, y no ha recibido mucha atención de los espectadores pese a sus grandes dotes de actuación. En el caso de Park Hyun-sik, que fue considerado años atrás (en tiempos de Strong Woman Do Bong-soon) actor dotado para la comedia romántica, se pregunta la observadora si tras este mal resultado, que sigue a otros recientes, no habrá llegado el momento de cambiar de imagen.
Pierce Conran (South China Morning Post) critica de esta serie «su trama indiferente y la falta de apuestas, características distintivas del drama curativo», por lo que es un mal representante de este género. Nota también que en la trama hay capítulos en los que no sucede casi nada, y que el tema central de la salud mental y los estigmas que la acompañan aparece solo de forma marginal y superficial, contra lo que podía esperarse. En cuanto a los protagonistas, el personaje de Park Shin-hye no es difícil de interpretar para ella, que ofrece un trabajo equilibrado y sólido. En cambio, la actuación de Park Hyung-sik se inclina demasiado a la comedia y acaba bordeando la caricatura.